# Paspalum notatum
Paspalum notatum é uma espécie de planta com flor pertencente à família Poaceae. 
É popularmente chamada de grama-bahia, grama-batatais, grama-forquilha, grama-mato-grosso e grama-pensacola. É nativa do sul e do centro da América.
A autoridade científica da espécie é Flüggé, tendo sido publicada em Graminum Monographiae...Pars. I. Paspalum. Reimaria 106. 1810.

## Uso em gramados
É uma ótima opção para áreas de tráfego intenso e encostas, pois alem de resistir ao pisoteio forma um sistema radicular profundo o que dificulta a erosão. Possui crescimento lento e do ponto de vista estético, um fator negativo é o surgimento de inflorescência em V, conhecido popularmente como “pé-de-galinha”, porém, estas estruturas só aparecem em caso de ausência de poda regular possibilitando a gramínea chegar ao florescimento.

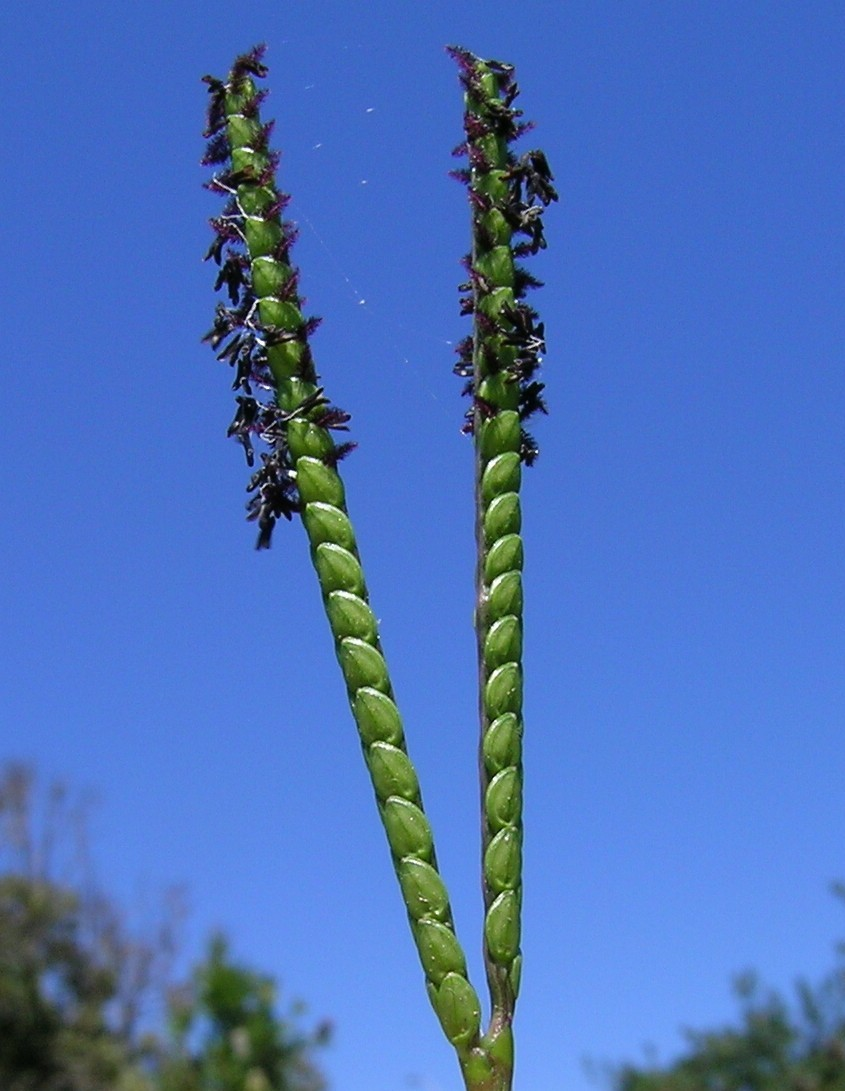
"pé de galinha"